# 厍公山
厍公山，是上海市松江区的山峰，因厍公（亢桑子）隐居于此而得名。山高约10米，面积0.013平方千米。据《嘉庆府志》，有旗杆石、洗鹤滩、藏书岺、鼓琴矶、览德坡、采药径、白雪庵、放鹿亭、聚星崖、陆宝村等十景。